# Clásica San Sebastián 1984
Die Clásica San Sebastián 1984 war die 4. Austragung der Clásica San Sebastián und fand am 16. August 1984 statt. Die Gesamtdistanz des Rennens betrug 244 Kilometer. Es siegte der Schweizer Niki Rüttimann vor dem Deutschen Reimund Dietzen und dem Spanier Celestino Prieto.

## Ergebnis
| Rang | Fahrer           | Team          | Zeit         |
| ---- | ---------------- | ------------- | ------------ |
| 1    | Niki Rüttimann   | La Vie Claire | 6h 11' 10"   |
| 2    | Reimund Dietzen  | Teka          | gleiche Zeit |
| 3    | Celestino Prieto | Reynolds      | gleiche Zeit |
| 4    | Dominique Garde  | Peugeot-Shell | gleiche Zeit |
| 5    | José Recio       | Kelme         | gleiche Zeit |
| 6    | Iñaki Gastón     | Reynolds      | gleiche Zeit |
| 7    | Ángel Camarillo  | Zor-Helios    | gleiche Zeit |
| 8    | Eduardo Chozas   | Zor-Helios    | gleiche Zeit |
| 9    | Robert Millar    | Peugeot-Shell | gleiche Zeit |
| 10   | Faustino Rupérez | Zor-Helios    | gleiche Zeit |